# Klappenpanzer

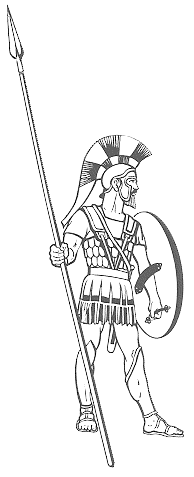
Ein griechischer Hoplit-Rekonstruktionszeichnung

Der Klappenpanzer wurde im antiken Griechenland entwickelt und war ursprünglich ein Brustpanzer aus Leinengewebe (griechisch linothorax: Leinenpanzer), wurde jedoch auch aus anderen Materialien (wie Leder und später Bronze) gefertigt. Der Leinenklappenpanzer wurde durch das Verleimen mehrerer Lagen Leinen auf einer die Körperkontur nachahmenden Form hergestellt. Die Oberfläche wurde geglättet, lackiert und verziert. Der Klappenpanzer wurde auch auf Vasen des Amasis-Malers abgebildet.
Der Körperpanzer war an der linken Seite offen und hatte breite bewegliche Schulterstücke, die zum Anlegen nach hinten geklappt wurden. Durch die Elastizität des Materials konnte der Träger sich durch die seitliche Öffnung in den Panzer schieben. Dann wurde die Öffnung mit Lederbändern oder Schnallen zugezogen und damit dichter an den Körper angelegt. Die breiten Schulterstücke wurden dann über die unbedeckten Schultern geklappt und diese auf der Brust festgebunden. 
Der Klappenpanzer hatte aufgrund des Materials zwar eine schlechtere Schutzwirkung, dafür aber einen erheblichen Gewichts- und Kostenvorteil gegenüber metallenen Rüstungen. Außerdem lag er enger am Körper an als der starre Glockenpanzer seiner Entstehungszeit.
In römischer Zeit trugen oft Offiziere solche Formen, allerdings aus Bronze geschmiedet und reich verziert, als Sonderform eines repräsentativen Muskelpanzers.